# Eva Silvanová
Eva Silvanová (* 24. května 1936) byla slovenská a československá politička a bezpartijní poslankyně Sněmovny národů Federálního shromáždění za normalizace.

## Biografie
K roku 1981 se profesně uvádí jako vedoucí lékařka.
Ve volbách roku 1981 zasedla do slovenské části Sněmovny národů (volební obvod č. 81 - Dúbravka, Bratislava). Mandát obhájila ve volbách roku 1986 (obvod Bratislava-Nové Mesto). Ve Federálním shromáždění setrvala do konce funkčního období, tedy do svobodných voleb roku 1990. Netýkal se jí proces kooptací do Federálního shromáždění po sametové revoluci.